# Xantholinus tricolor
Xantholinus tricolor är en skalbaggsart som först beskrevs av Fabricius 1787.  Xantholinus tricolor ingår i släktet Xantholinus, och familjen kortvingar. Arten är reproducerande i Sverige.